# Родолфо Нери
Родолфо Нери Вела (на испански: Rodolfo Neri Vela) е първият мексикански астронавт и вторият латиноамериканец в космоса. Извършва космически полет със совалката „Атлантис“ през 1985 г.

## Биография
Роден е на 19 февруари 1952 г. в гр. Чилпансинго де лос Браво, столица на щата Гереро, в семейство с италиански корени.
През 1975 г. завършва Националния автономен университет на Мексико (НАУМ) и получва степента бакалавър по машиностроене и електротехника. Получава във Великобритания степен магистър по телекомуникационни системи от Университета на Есекс (1976) и докторска степен по електромагнитно излъчване от университета в Бирмингам (1979).

## Работа
След като се завръща в Мексико, през 1980 – 1983 г. работи като инженер в Научноизследователския институт по електротехника в Куернавака, Министерството на съобщенията и транспорта, Министерството на националната отбрана, НАУМ, а също така и в няколко научно-технически музея.
От 1983 г. работи в отдела по планиране и разработка на комуникационни спътници Morelos в Министерството на съобщенията и транспорта, едновременно участва в работата на Космическия контролен център „Уолтър Бюканън“.

## Космическа подготовка
На 30 ноември 1982 г. е подписан американско-мексикански договор, в съответствие с който Мексико, като страна, изстреляла 2 свои спътника с помощта на американската космическа совалка, получава възможност да включи в състава на космически екипаж свой гражданин. Подборът на кандидати в Мексико започва в началото на 1985 г. След задълбочени медицински изследвания през юни 1985 г. са избрани 3 финалисти и са изпратени в САЩ за провеждане на космическа подготовка. Основен кандидат е Родолфо Нери Вела, а негови дубльори – Рикардо Пералта и Фаби (Ricardo Peralta y Fabi) и (втори) Франсиско Хавиер Мендиета Хименес (Francisco Javier Mendieta Jiménez).

## Полет с „Атлантис“
След 5 месеца подготовка Родолфо Нери Вела извършва своя космически полет със совалката „Атлантис“, мисия STS-61B) като специалист по полезния товар. Екипажът в състав от 7 души се намира в космоса от 26 ноември до 3 декември 1985 г. Продължителността на полета е 6 денонощия 21 часа 4 минути 49 секунди.
По време на полета са пуснати 3 спътника, в това число и мексиканският комуникационен спътник Morelos II. Родолфо Нери, освен участието си в извеждането на спътника в орбита, изпълнява серия експерименти, най-вече по физиологията на човека, а също така изпитва цифров автопилот за експерименти на борда на совалката.
2 месеца след този полет става катастрофата на совалката „Чалънджър“. Родолфо Нери Вела остава последния чужденец, извършил полет на совалката до тази трагедия, след която следва дълга пауза с отмяна на всички полети и изменение на изискванията за подготовка и екипиране на астронавтите.

## Следваща дейност
По-нататъшната работа на Родолфо Нери е свързана с научни институции като Институт на инженерите по електротехника и електроника (САЩ), Института на електроинженерите (Великобритания), Мексиканска асоциация на инженерите в телекомуникациите и електрониката и др.
От 1989 до 1990 г. е в Нидерландия, където взема участие в проектирането на МКС за Европейската космическа агенция.
В продължение на 2 десетилетия работи като професор в катедрата по електротехника на машиностроителния факултет на НАУМ. Занимава се с теория и разработка на антени, системи за сателитна комуникация. Изнася лекции в много университети и изследователски центрове.
Автор на десет книги и множество статии. Най-известни книги са:
- „Комуникационни спътници“ (Satélites de comunicaciones),
- „Пилотирани космически станции“ (Estaciones espaciales habitadas),
- „Вселената на човека и неговата Слънчева система“ (El universo del hombre y su sistema solar),
- „Около света за 90 минути“ (Vuelta al mundo en noventa minutos),
- „Синята планета“ (El planeta azul);
- „2035: Полет до Марс“ (2035: Mission to Mars)

## Семейство
Ерген. Обича бягане, плуване, колоездене, четене, театър, музика.